# Can Castellet
Can Castellet és una masia de Sant Boi de Llobregat protegida com a Bé Cultural d'Interès Local.
Masia, orientada a xaloc, de planta baixa i dos pisos amb galeries laterals formades per arcs de mig punt sobre pilars quadrats. El cos central es compon seguint un eix de simetria ben marcat per l'arc rebaixat adovellat de pedra de marès i pel balcó del primer pis. Algunes de les finestres tenen llindes i brancals del mateix material. Les façanes laterals tenen interès per les seves galeries.